# برزی ناد اوسلاووو
برزی ناد اوسلاووو (به چکی: Březí nad Oslavou) یک منطقهٔ مسکونی در جمهوری چک است که در ناحیه ژدار ناد سازاووو واقع شده‌است. برزی ناد اوسلاووو ۶٫۱۵ کیلومتر مربع مساحت و ۲۵۹ نفر جمعیت دارد و ۵۴۸ متر بالاتر از سطح دریا واقع شده‌است.